# トラヴィス・シムズ
トラヴィス・シムズ（Travis Simms、1971年5月1日 - ）は、アメリカ合衆国の男性プロボクサー。元WBA世界スーパーウェルター級王者。コネチカット州ノーウォーク出身。
アマチュアキャリアが長く、攻防兼備のボクシングを展開する。強烈な左ストレートが武器である。「Tremendous （恐るべき） 」の異名を持つ。また、サウスポーだが試合中に右構えにスイッチすることも可能な器用さも持っている。

## 来歴
1998年2月10日に26歳でプロデビューする。
2002年11月1日、アントン・ロビンソン（アメリカ）を7回TKOで破り空位のNABA北米スーパーウェルター級タイトルを獲得する。
2003年12月13日、WBAスーパーウェルター級レギュラー王者アレハンドロ・ガルシア（メキシコ）に挑戦し、5回KOで勝利しての王座を獲得する。
2004年10月2日、ブロンコ・マッカートと対戦し、12回判定勝ちで初防衛に成功した。
2005年3月20日、スーパー王者のロナルド・ライトが王座を返上したため、シムズはレギュラー王者から正規王者に認定された。
2005年6月5日、契約条件を巡ってWBAと訴訟問題を起こし王座を剥奪された。
2007年1月6日、WBAスーパーウェルター級王者ホセ・アントニオ・リベラ（メキシコ）と対戦し、9回TKOで勝利し王座獲得に成功した。
2007年7月7日、指名挑戦者のジョアシャン・アルシーヌ（カナダ）を迎えての防衛戦が行われた。9回にスリップ気味のダウンを奪われるなどして、0-3の判定負けで初防衛に失敗し、王座から陥落しキャリア初黒星となった。

## 獲得タイトル
- NABA北米スーパーウェルター級王座（防衛0=返上）
- WBA世界スーパーウェルター級レギュラー王座（防衛1=正規王座に認定）
- WBA世界スーパーウェルター級王座（防衛0=剥奪）
- WBA世界スーパーウェルター級王座（防衛0度）